# Цимбаліст Єфрем Олександрович
Єфрем Олександрович (Ефроїм Аронович) Цимбаліст (англ. Zimbalist, Efrem) (нар. 9 [21] квітня 1889, Ростов-на-Дону, Російська імперія — пом. 22 лютого 1985, Ріно, Невада, США) — російський і американський скрипач, композитор і педагог.

## Біографія
Ефроїм Цимбаліст народився в родині музиканта — професійного скрипаля, диригента Київського оперного театру Бенціона-Арона Іцковича Цимбаліста (1865—1931) і його дружини Маріам (Марії) Лейбівни Литвинової (1869—1951); Батько, також уродженець Ростова-на-Дону, давав перші уроки музики. Сім'я жила на Темерницькій вулиці, № 111, разом з батьками батька — Іцкой Шльомовичем Цимбалістом (1823—?) та Рахілью-Леєю Цимбаліст (1831—?), які оселилися в Ростові-на-Дону в 1858 році.
У 1901 році вступив до Петербурзької консерваторії в клас Леопольда Ауера і блискуче закінчив її в 1907 році, отримавши Велику золоту медаль і Рубінштейнівську премію. У тому ж році Цимбаліст вперше виступив за кордоном — в Берліні та Лондоні. Справжнє світове визнання прийшло до музиканта в 1910 році, коли він виконав у Лейпцигу Концерт Петра Чайковського з оркестром під керуванням Артура Нікіша. Рік потому скрипаль дебютував у США, зігравши в Бостоні Концерт Олександра Глазунова. Успіх, що супроводжував цей концерт, і схвальний прийом публіки та критиків спонукали Цимбаліста на рішення залишитися в США. В 1914 році він одружився з оперною співачкою Альмі Глюк і часто виступав з нею в концертах.
З 1928 року Єфрем Цимбаліст викладав у Кертісовському інституті музики, а з 1941 по 1968 рік був його директором. У наступні десятиліття Цимбаліст активно виступав з концертами в багатьох країнах, у тому числі в СРСР (1934 і 1935).
Серед учнів Цимбаліста — Оскар Шумський і Норман Керол. На думку Давида Ойстраха, Цимбаліст зробив «величезний вплив на виконавське мистецтво цієї країни [США], створивши, по суті, скрипкову школу, широко відому тепер у всьому світі».
У 1949 році скрипаль заявив про закінчення своєї співацької кар'єри і дав прощальний концерт в Нью-Йорку, проте три роки потому, на радість публіки, повернувся на концертну сцену, виконавши присвячений йому Концерт Джанкарло Менотті. У наступні роки Цимбаліст ще кілька разів виступив публічно, у 1958—1970 рр. був членом журі перших чотирьох Конкурсів імені Петра Чайковського в Москві.

## Творчість
Єфрем Цимбаліст — один з найбільш відомих (поряд з Михайлом Ельманом та Яшею Хейфецем) представників скрипкової школи Леопольда Ауера. Гра музиканта відрізнялася глибиною проникнення в стиль твору, благородством звучання інструменту, стриманими темпами. Незважаючи на відсутність зайвої показною «віртуозності», технічна майстерність скрипаля була на висоті, що яскраво проявлялося при виконанні ним музики Нікколо Паганіні.
Музикант здійснив проект, в рамках якого дав п'ять серій концертів, що охопили основні твори скрипкового репертуару за чотириста років. Серед його власних творів — опера «Ландара» (1956), симфонічна поема «Портрет артиста» (1945), концерти, камерні ансамблі та численні твори для скрипки — фантазії на теми опер «Кармен» і «Золотий півник», «Сарасатеана» і ряд інших.
Син та онука Єфрема Цимбаліста — Єфрем Цимбаліст-молодший та Стефані Цимбаліст — стали відомими кіноакторами.